# Paranymphon bifilarium
Paranymphon bifilarium là một loài nhện biển trong họ Ammotheidae. Loài này thuộc chi Paranymphon. Paranymphon bifilarium được miêu tả khoa học năm 2009 bởi Arango.